# Железопътна линия Солун – Скопие
Железопътната линия Солун – Скопие е дълга 240 km, свързваща пристанищния град Солун в Гърция със Скопие, Северна Македония, през Сехово, Гевгели, Градско и Велес. Линията е построена през 1873 година. Част е от важната железопътна линия PATHE (Patra-Athens-Thessaloniki-Eidomeni) и нейното включване в развитието на проекти като тези по река Вардар. Южната и крайна точка е Солун, а оттам има връзки към Атина и Дедеагач, а северната е Скопие, като оттам има връзка към Белград.

## Главни станции
Главните железопътни станции по линията Солун – Скопие са:
- Нова солунска железопътна гара
- Сеховска железопътна гара
- Железопътна гара Кадина река
- Гевгелийска железопътна гара
- Железопътна гара Градско
- Велешка железопътна гара
- Скопска железопътна гара

## Галерия
- Гарата в Солун
- Гара Сехово
- Гарата в Кадина река
- Гарата в Гевгели
- Гарата във Велес
- Гарата в Скопие